# Lâu đài Strzelce Opolskie
Lâu đài Strzelce Opolskie (tiếng Ba Lan: Zamek w Strzelcach Opolskich) - nơi ở cũ của Công tước Opole nằm ở Strzelce Opolskie, Ba Lan. Lâu đài đã bị đốt cháy trong Thế chiến II bởi Liên Xô và vẫn còn hoang tàn cho đến ngày nay. 

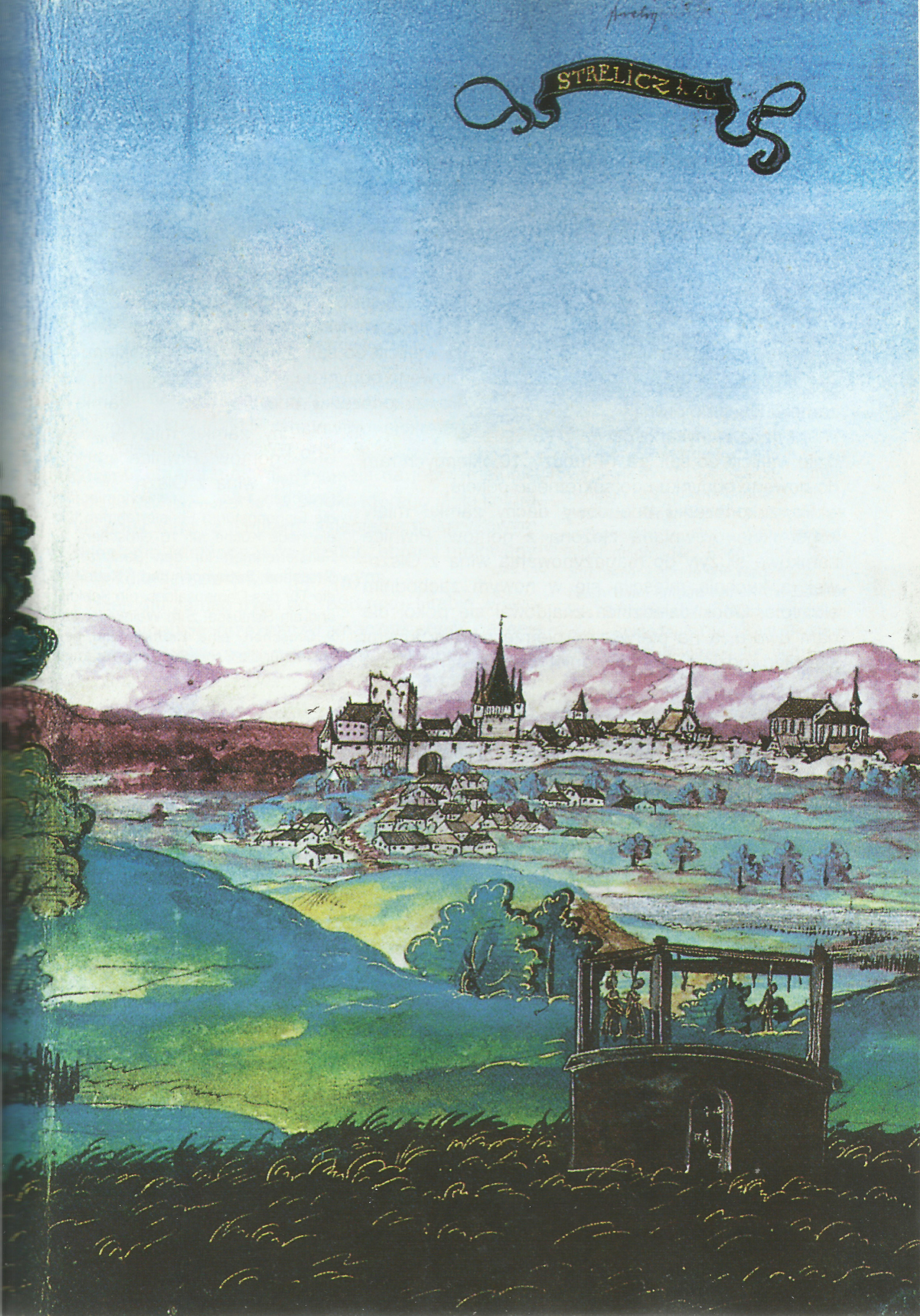
Hình vẽ từ năm 1536 cho thấy lâu đài ban đầu trong điều kiện nghèo nàn, thiếu mái nhà

Thị trấn Strzelce Opolskie nằm trên tuyến đường thương mại Kraków - Wrocław - Dresden. Khu định cư ban đầu được bao quanh bởi một khu rừng rậm rạp. Một nhà nghỉ săn bắn bằng gỗ ban đầu có lẽ đã được thay thế bằng một cấu trúc bằng đá vào thế kỷ 13. Lâu đài được đề cập lần đầu tiên trong Liber fundationis episcopatus Vratislaviensis với tên Castrum Strelecense. Tài liệu được cho là được biên soạn vào năm 1305.  
Lâu đài được xây dựng trên một mặt bằng hình chữ nhật đơn giản có kích thước 16,1 x 13,9 m và trên thực tế, là một tòa tháp đá vôi. Năm 1323, Albert trở thành công tước của một Lãnh địa độc lập của Strzelce. Ông đã tiến hành cải tạo mở rộng đến lâu đài và xây dựng một loạt các công sự và một con hào xung quanh nó.  Sau khi chết, lâu đài và lãnh địa đã được chiếm giữ bởi Piasts của Niemodlin và sau khi vào năm 1382, nó được chuyển đến Piasts của Opole. Triều đại sở hữu lâu đài cho đến khi suy giảm vào năm 1532. 
Vào nửa đầu thế kỷ 16, lâu đài ở trong tình trạng rất tồi tệ. Từ 1562 đến 1596 công trình cải tạo lớn đã được thực hiện.  Từ giữa thế kỷ 17 đến đầu thế kỷ 19, nó nằm trong tay của gia đình Colonna.  Thời hoàng kim của lâu đài đến sau năm 1815 khi Andreas Renard nắm quyền sở hữu và biến nó thành nơi ở chính của mình.  Một công viên cảnh quan theo phong cách Anh được thành lập vào năm 1832. Năm 1840 Andreas Renard mở rộng và tu sửa cung điện thêm một tháp và tòa nhà liền kề chuồng ngựa gần cánh phía Tây. 

Từ năm 1932 đến năm 1945, cung điện được gia đình Castell chiếm hữu.  Vào ngày 21 tháng 1 năm 1945, quân đội Liên Xô đã đốt cháy thị trấn và cả lâu đài. Tòa nhà vẫn còn trong tình trạng là một đống đổ nát cho đến ngày nay. 
- Tàn dư của bức tường phòng thủ thành phố
- Strzelce Opolskie những năm 1900
- Chuồng ngựa được gọi là  Masztalarnia
- Công viên trước lâu đài